# Erstes Haus Salisbury
Das Erste Haus Salisbury war die kurzlebige Dynastie der Earls of Salisbury erster Verleihung. Sie trat mit der  normannischen Eroberung Englands erstmals in Erscheinung: Edward of Salisbury wurde Sheriff von Salisbury, sein Enkel Patrick wurde der 1. Earl of Salisbury. 
Mit Patricks Enkelin Ela starb die Familie aus. Ela war mit William Longespee verheiratet, einem unehelichen Sohn von König Heinrich II., der als 3. Earl of Salisbury den Titel übernahm.
Ein Neffe des Earls Patrick, Sohn seiner Schwester Sibyl, war William Marshal, 1. Earl of Pembroke, der in Diensten seines Onkels seine Karriere begann.
Der überlieferten Genealogie zufolge haben die Earls of Salisbury und die Familie von William de Roumare, 1. Earl of Lincoln mit Walter le Ewrus den gleichen Stammvater, dessen Existenz aber nach aktuellem Forschungsstand als erfunden anzusehen ist.

## Stammliste
1. Walter le Ewrus[1]
  1. Gerold Mantelec, † nach April 1067, Seigneur de Roumare; ⚭ Aubraye (Alberada)
    1. Robert, † nach 1096, Herr von Corfe Castle
    2. Roger FitzGerold (de Roumare), † vor 1098, Kastellan von Neuf-Marché; ⚭ nach 1094 Lucy, † 1138, Witwe von Ivo Taillebois, Lord of Kendall.
      1. William de Roumare, * um 1096; † vor 1161, Seigneur de Roumare, Châtelin de Neuf-Marché,  um 1140 bis 1147 Earl of Lincoln; ⚭ Hawise de Reviers, † nach 1161, Tochter von  Richard, Seigneur de Reviers, und Adelise Peverel of Nottingham (Haus Redvers)
        1. William de Roumare, † 1151; ⚭ nach 1143 Agnes d’Aumale, Tochter von Étienne de Blois, Comte d’Aumale, und Hawise de Mortimer (Haus Blois)
          1. William  de Roumare, † wohl 1198, um 1160 Earl of Lincoln; ⚭ 1. Alice; ⚭ 2. Philippa d‘Alençon, † vor ca. 1220, Tochter von Jean, Comte d’ Alençon, und Beatrix de Maine (Haus Montgommery) – keine Nachkommen
          2. Robert
          3. Roger

      2. Roger, * wohl 1097

    3. Guy (Wido), um 1094/98 bezeugt

  2. Raoul
  3. Edward of Salisbury, * vor 1060, Sheriff von Wiltshire 1081; ⚭ NN
    1. Matilda de Salisbury; ⚭ wohl 1089/99 Humphrey de Bohun, † wohl 1128/29
    2. Walter FitzEdward de Salisbury, † 1147, Sheriff von Wiltshire zur Zeit Heinrichs I.; ⚭ wohl 1115/20 Sibyl de Chaworth, Tochter von Patrick de Chaources und Mathilde de Hesdin
      1. William, * vor 1120, † nach 1. Juli 1143
      2. Patrick, X 1168, wohl 1143 Earl of Wiltshire, genannt Earl of Salisbury; ⚭ 1. Matilda; ⚭ 2. Ela (Adela) de Ponthieu, † 1174, Tochter von Guillaume I. Talvas, Graf von Ponthieu (Haus Montgommery), Witwe von William de Warenne, 3. Earl of Surrey (X 1147) (Haus Warenne)
        1. (2) William FitzPatrick, † 1196, 1168 2. Earl of Wiltshire, genannt Earl of Salisbury; ⚭ wohl 1190 Eleanor de Vitré, † wohl 1232/33, Tochter von Robert II. de Vitré und Emma de Dinan (Haus Vitré)
          1. Sohn (Walter), † wohl vor 1196
          2. Ela, * 1192/94, † 24. August 1261, 1196 Countess of Salisbury suo iuris; ⚭ wohl 1196 William Longespée, 3. Earl of Salisbury, † 1226, unehelicher Sohn von König Heinrich II., 1196 Earl of Salisbury iuris uxoris (Plantagenet)

        2. (2) Patrick FitzPatrick, † vor 1174
        3. (2) Philip FitzPatrick
        4. (2) Walter FitzPatrick

      3. Hawise, * wohl 1120, † vor 1152; ⚭ I nach 1120 Rotrou III., Graf von Perche, X 1144 (Haus Châteaudun); ⚭ II wohl 1144/45 Robert der Große, Graf von Dreux, † 1188 (Stammliste der Kapetinger, Haus Frankreich-Dreux)
      4. Walter de Salisbury, Kanoniker in Bradenstoke Priory
      5. Sibyl; ⚭ wohl vor 1144 John FitzGilbert, the Marshal, † vor November 1165 (Haus Marshal)
        1. William Marshal, 1. Earl of Pembroke

    3.  ? Edward of Salisbury, 1119 bezeugt